# 第六阪九
第六阪九（だい6はんきゅう）は、阪九フェリーが運航していたフェリー。

## 概要
阪九フェリーの第二船として林兼造船下関造船所で建造され、1968年11月2日に就航した。
1976年5月16日、第三十二阪九の就航により引退した。
1976年7月、関釜フェリーに売却され、フェリー関釜（2代）となり、フェリー関釜 (初代)の代船として7月9日に就航した。
1984年8月、阪九フェリーに買い戻され、希望丸となり、予備船として就航した。
1986年、ギリシャに売却された。 

### 航路
阪九フェリー
- 小倉港（日明埠頭） - 神戸港

本船の就航により毎日運航となった。
関釜フェリー
- 下関港（細江埠頭） - 釜山港（第2埠頭）

1983年4月からは、釜関フェリーのフェリー釜関（初代）（元第一六阪九）の就航により毎日運航となった。

## 設計
フェリー阪九の同型船である。

## 船内

### 船室
- 一等室（84名） - 和室、洋室
- 特二等室（252名） - 和室
- 二等室（764名）
- ドライバー室（100名）

### 設備
パブリックスペース
- 案内所
- 一等用サロン
- 特二等専用サロン
- 喫煙室（二等用）

供食・物販設備
- 食堂
- スタンドバー
- 売店

入浴設備
- 浴室